# Acanthinomyia plana
Acanthinomyia plana är en tvåvingeart som först beskrevs av Walker 1854.  Acanthinomyia plana ingår i släktet Acanthinomyia och familjen vapenflugor. Inga underarter finns listade i Catalogue of Life.